# Śpiewnik Kościoła Ewangelicko-Augsburskiego w Polskiej Rzeczypospolitej Ludowej
Śpiewnik Kościoła Ewangelicko-Augsburskiego w Polskiej Rzeczypospolitej Ludowej – polski kancjonał, czyli zbiór pieśni i modlitw Kościoła Ewangelicko-Augsburskiego wydany po raz pierwszy w 1956 i zastąpiony w 2002 przez opublikowany wówczas Śpiewnik Ewangelicki.

## Powstanie
Jak wyjaśniono we „Wstępie” autorstwa bp. Karola Kotuli do 1. wydania Śpiewnika z 1956 roku, powodem przygotowania tej księgi był „brak śpiewnika ogólnokościelnego, używanego we wszystkich naszych zborach i dzielnicach Polski” oraz „potrzeba ujednolicenia pieśni kościelnej przez wydanie jednego śpiewnika dla całego Kościoła”.
W skład Zjednoczonej Komisji Śpiewnikowej przygotowującej kancjonał weszli księża: Karol Kotula, Otton Krenz, Zygmunt Michelis, Andrzej Buzek, Jan Lasota, Paweł Sikora, Józef Szeruda.
Wydanie 2. Śpiewnika z 1965 poważnie różni się od wydania 1. Jak stwierdził w „Przedmowie” bp Andrzej Wantuła „Odmienność drugiego wydania polega na tym, iż dokonano w nim nowego układu pieśni, co pociągnęło za sobą konieczność wprowadzenia nowej numeracji. Poza tym usunięto około 30 pieśni zawartych w pierwszym wydaniu, co do których stwierdzono, iż nie śpiewano ich w żadnej parafii, jak również pewne pieśni zamieszczone w podwójnej wersji (np. pieśń 48, 49 i inne). Na ich miejsce wprowadzono nowe pieśni, bądź oryginalne, bądź tłumaczone. Jest ich kilkadziesiąt.”.

## Edycje
- Śpiewnik Kościoła Ewangelicko-Augsburskiego w Polskiej Rzeczypospolitej Ludowej, Wydawnictwo Strażnica Ewangeliczna, Warszawa 1956 (stron 494)
- Śpiewnik Kościoła Ewangelicko-Augsburskiego w Polskiej Rzeczypospolitej Ludowej, Wydawnictwo Zwiastun, Warszawa 1965 (stron 564)
- Śpiewnik Kościoła Ewangelicko-Augsburskiego w Polskiej Rzeczypospolitej Ludowej, wydanie II, Wydawnictwo Zwiastun, Warszawa 1966 (stron 530)
- Śpiewnik Kościoła Ewangelicko-Augsburskiego w Polskiej Rzeczypospolitej Ludowej, Wydawnictwo Zwiastun, Warszawa 1976 (stron 560)
- Śpiewnik Kościoła Ewangelicko-Augsburskiego w Polskiej Rzeczypospolitej Ludowej, wydanie III (powtórzone), Wydawnictwo Zwiastun, Warszawa 1988 (stron 570)